# Fontanarejo (kommunhuvudort)
Fontanarejo är en kommunhuvudort i Spanien.   Den ligger i provinsen Provincia de Ciudad Real och regionen Kastilien-La Mancha, i den centrala delen av landet, 150 km sydväst om huvudstaden Madrid. Fontanarejo ligger 637 meter över havet och antalet invånare är 291.
Terrängen runt Fontanarejo är lite kuperad. Runt Fontanarejo är det mycket glesbefolkat, med 7 invånare per kvadratkilometer. Närmaste större samhälle är Puebla de Don Rodrigo, 17,3 km sydväst om Fontanarejo. 